# Joseph A. Scranton

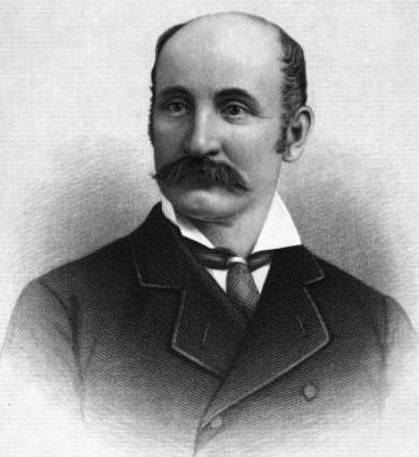
Joseph A. Scranton, 1880

Joseph Augustine Scranton (* 26. Juli 1838 in Madison, Connecticut; † 12. Oktober 1908 in Scranton, Pennsylvania) war ein US-amerikanischer Politiker. Zwischen 1881 und 1897 vertrat er mehrfach den Bundesstaat Pennsylvania im US-Repräsentantenhaus.

## Leben
Joseph Scranton war ein Cousin zweiten Grades des Kongressabgeordneten George W. Scranton (1811–1861). Im Jahr 1847 kam er mit seinen Eltern nach Pennsylvania. Er besuchte die Phillips Academy in Andover und absolvierte zwischen 1857 und 1861 das Yale College. Zwischen 1862 und 1866 arbeitete er für die Finanzbehörde. Außerdem stieg er in das Zeitungsgeschäft ein. 1867 gründete er die Zeitung Scranton Daily Republican. Von 1874 bis 1881 war er zudem Posthalter in Scranton. Politisch wurde er Mitglied der Republikanischen Partei. Im Juni 1872 nahm er als Delegierter an der Republican National Convention in Philadelphia teil, auf der Präsident Ulysses S. Grant zur Wiederwahl nominiert wurde.
Bei den Kongresswahlen des Jahres 1880 wurde Scranton im zwölften Wahlbezirk von Pennsylvania in das US-Repräsentantenhaus in Washington, D.C. gewählt, wo er am 4. März 1881 die Nachfolge des Demokraten Hendrick Bradley Wright antrat. Da er im Jahr 1882 die Wiederwahl verfehlte, konnte er bis zum 3. März 1883 zunächst nur eine Legislaturperiode im Kongress absolvieren. Im Jahr 1884 wurde er erneut im zwölften Distrikt seines Staates in den Kongress gewählt, wo er am 4. März 1885 Daniel W. Connolly ablöste, der zwei Jahre zuvor sein Nachfolger geworden war. Im Jahr 1886 wurde er nicht in diesem Mandat bestätigt. Daher konnte er bis zum 3. März 1887 erneut nur eine Legislaturperiode im US-Repräsentantenhaus verbringen.
Ein Jahr später wurde er im elften Bezirk Pennsylvanias erneut in das Parlament in Washington gewählt, wo er zwischen dem 4. März 1889 und dem 3. März 1891 sein Mandat in der Nachfolge von Charles R. Buckalew ausüben konnte. In dieser Zeit war er Vorsitzender des Ausschusses zur Kontrolle der Ausgaben des Außenministeriums. Im Jahr 1890 wurde er erneut nicht wiedergewählt. Bei den Wahlen des Jahres 1892 schaffte Scranton im elften Distrikt den erneuten Wiedereinzug in den Kongress. Nach einer Wiederwahl konnte er dort zwischen dem 4. März 1893 und dem 3. März 1897 zwei Legislaturperioden absolvieren. Seit 1895 leitete er den Ausschuss, der sich mit der Verwaltung der amerikanischen Territorien befasste. Im Jahr 1896 verzichtete er auf eine weitere Kongresskandidatur.
Nach dem Ende seiner Zeit im US-Repräsentantenhaus arbeitete Joseph Scranton wieder in der Zeitungsbranche. Von 1901 bis 1903 war er auch Kämmerer im Lackawanna County. Er starb am 12. Oktober 1908 in Scranton. Sein Enkel William Scranton (1917–2013) wurde Gouverneur von Pennsylvania und amerikanischer Botschafter bei der UNO; sein 1947 geborener Urenkel William Worthington Scranton war Vizegouverneur von Pennsylvania.